# Vista da Amora, paisagem com figuras (Tomás da Anunciação)
Vista da Amora, paisagem com figuras é uma pintura a óleo sobre tela de 1852 do artista português da época do romantismo Tomás da Anunciação (1818-1879), obra que está atualmente no Museu Nacional de Arte Contemporânea, em Lisboa.
Vista da Amora, paisagem com figuras foi a composição apresentada por Tomás da Anunciação como prova de concurso para professor substituto da Academia de Belas-Artes de Pintura de Paisagem, Animais e Produtos Naturais, em 1852.

## Descrição
Trata-se obviamente de pintura de paisagem. Num razoável equilíbrio na organização dos elementos (elevações de terreno, vegetação, árvores, casas, figuras humanas e animais), Tomás da Anunciação apresenta em primeiro plano um homem e uma mulher, gente do campo, que parecem conversar junto de uma vaca e três ovelhas em quietude. Do lado direito, contrastando com uma zona de sombra, parte um caminho iluminado pelo sol, por onde seguem pastores conduzindo um rebanho na direcção do casario do que seria então uma aldeia, Amora, que se vislumbra ao fundo.
Esse caminho sinuoso é ladeado por um barranco coberto de uma vegetação luxuriante e espessa, incluindo um aloé e um sobreiro, cujo alta copa se destaca contra o céu azul em fundo. À esquerda, no horizonte, avista-se o rio Tejo e a sua margem norte, por onde a vista descansa, num clima estival pontuado por velas de fragatas em actividade.
Vinda do MNAA, a obra foi integrada no MNAC em 1912.

## Apreciação
Segundo Maria Aires Silveira, a serenidade transmitida pela obra é atingida pelo rigor do desenho e pela articulação adequada dos elementos que a compõem, de que resulta uma cena algo cenográfica. 
Apesar de se tratar de quadro da sua juventude, apresenta alguma liberdade no tratamento formal, mas em que os elementos referenciais da prática de Tomás da Anunciação estão presentes: a paisagem recolhida “ao natural”, os costumes do país e a inclusão de animais.
O ordenamento dos seus elementos representa bem o romantismo português baseado numa ruralidade bucólica, em que a artificialidade da luz e a amplitude da composição valorizam e dão um carácter intemporal à pintura. O suporte teórico e literário desta pintura talvez se encontre em Almeida Garrett, também ele estética e ideologicamente empenhado na valorização dos motivos populares. O seu carácter naturalista e sentimental abre caminho para uma nova pintura de paisagem explorada na geração seguinte, por exemplo, por Silva Porto.

### Ligação externa
- Página oficial do Museu Nacional de Arte Contemporânea